# Llista de topònims de Vila-sacra
Llista de topònims (noms propis de lloc) del municipi de Vila-sacra, a l'Alt Empordà
Informació actualitzada per un bot. Els canvis manuals es perdran quan s'actualitzi!

## masia
| imatge | Nom          | Ubicat a   | instància de | Detalls | coordenades                                                         | Protecció | Commons (més fotos) | Dades a WD                    |
| ------ | ------------ | ---------- | ------------ | ------- | ------------------------------------------------------------------- | --------- | ------------------- | ----------------------------- |
|        | Can Carbó    | Vila-sacra | masia        |         | 42° 15′ 48″ N, 3° 01′ 11″ E / 42.2633631937357°N,3.01971500489763°E |           |                     | Modifica les dades a Wikidata |
|        | Can Clapó    | Vila-sacra | masia        |         | 42° 15′ 59″ N, 3° 00′ 51″ E / 42.2663811046794°N,3.01418675024391°E |           |                     | Modifica les dades a Wikidata |
|        | Can Ferriol  | Vila-sacra | masia        |         | 42° 15′ 48″ N, 3° 00′ 57″ E / 42.2633097625481°N,3.01579866525775°E |           |                     | Modifica les dades a Wikidata |
|        | Can Leandro  | Vila-sacra | masia        |         | 42° 16′ 00″ N, 3° 00′ 27″ E / 42.266732978572°N,3.00752993239428°E  |           |                     | Modifica les dades a Wikidata |
|        | Can Piernau  | Vila-sacra | masia        |         | 42° 15′ 45″ N, 3° 00′ 27″ E / 42.2624910272205°N,3.00763854976949°E |           |                     | Modifica les dades a Wikidata |
|        | Mas Bordes   | Vila-sacra | masia        |         | 42° 15′ 44″ N, 3° 01′ 08″ E / 42.2620934347543°N,3.01898713296419°E |           |                     | Modifica les dades a Wikidata |
|        | Mas Picard   | Vila-sacra | masia        |         | 42° 15′ 54″ N, 3° 00′ 09″ E / 42.2651300854696°N,3.00253416425887°E |           |                     | Modifica les dades a Wikidata |
|        | Mas Pujol    | Vila-sacra | masia        |         | 42° 15′ 36″ N, 3° 00′ 07″ E / 42.260047°N,3.001857°E                |           |                     | Modifica les dades a Wikidata |
|        | Mas la Costa | Vila-sacra | masia        |         | 42° 16′ 00″ N, 3° 00′ 26″ E / 42.266788805157°N,3.0073567763176°E   |           |                     | Modifica les dades a Wikidata |

## Misc
| imatge | Nom                             | Ubicat a    | instància de                                                                   | Detalls                                                        | coordenades | Protecció                                            | Commons (més fotos)       | Dades a WD                    |
| ------ | ------------------------------- | ----------- | ------------------------------------------------------------------------------ | -------------------------------------------------------------- | --- | ---------------------------------------------------- | ------------------------- | ----------------------------- |
|        | Castell Palau de l'Abat         | Vila-sacra  | castell                                                                        | Estil: arquitectura romànica arquitectura gòtica 13rd century  | 42° 15′ 58″ N, 3° 01′ 05″ E / 42.26611111°N,3.01805556°E ca:Plaça de l'Abadia, Vila-sacra 16 msnm               | bé d'interès cultural bé cultural d'interès nacional | Castell de Vila-sacra     | Modifica les dades a Wikidata |
|        | Granges de Mas Picard           | Vila-sacra  | granja                                                                         |                                                                | 42° 15′ 53″ N, 3° 00′ 13″ E / 42.2647517959275°N,3.00355265879862°E                                             |                                                      |                           | Modifica les dades a Wikidata |
|        | Manol                           | Alt Empordà | curs d'aigua                                                                   | Desemboca: Muga Llarg: 40km Conca: 150km²                      | 42° 16′ 29″ N, 3° 01′ 33″ E / 42.2747°N,3.02589°E 48 msnm                                                       |                                                      | Manol                     | Modifica les dades a Wikidata |
|        | Pont dels Anissos               | Vila-sacra  | pont                                                                           |                                                                | 42° 15′ 52″ N, 3° 01′ 30″ E / 42.2644969349585°N,3.02507463748342°E                                             |                                                      |                           | Modifica les dades a Wikidata |
|        | Safareig de Vila-sacra          | Vila-sacra  | safareig                                                                       | Estil: arquitectura popular 19th century                       | 42° 15′ 54″ N, 3° 01′ 19″ E / 42.264973°N,3.021889°E ca:A la platja del poble                                   | bé integrant del patrimoni cultural català           |                           | Modifica les dades a Wikidata |
|        | Sant Esteve                     | Vila-sacra  | església jaciment arqueològic                                                  | Estil: arquitectura romànica arquitectura barroca 11st century | 42° 15′ 58″ N, 3° 01′ 06″ E / 42.266111111111°N,3.0183333333333°E ca:Plaça de l'Església, 1, Vila-sacra 16 msnm | bé d'interès cultural bé cultural d'interès nacional | Sant Esteve de Vila-sacra | Modifica les dades a Wikidata |
|        | Vila-sacra                      | Vila-sacra  | entitat singular de població ens local històric de Catalunya capital municipal | 815 hab                                                        | 42° 15′ 58″ N, 3° 01′ 06″ E / 42.26616°N,3.018215°E 15 msnm                                                     |                                                      |                           | Modifica les dades a Wikidata |
|        | casa consistorial de Vila-sacra | Vila-sacra  | casa consistorial                                                              |                                                                | 42° 15′ 58″ N, 3° 01′ 05″ E / 42.2660406°N,3.0180324°E                                                          |                                                      |                           | Modifica les dades a Wikidata |
|        | cobert d'en Cristina            | Vila-sacra  | cabana                                                                         |                                                                | 42° 15′ 40″ N, 3° 00′ 46″ E / 42.2609865155201°N,3.01286398195058°E                                             |                                                      |                           | Modifica les dades a Wikidata |
|        | font de la Mola                 | Vila-sacra  | font                                                                           |                                                                | 42° 15′ 25″ N, 3° 01′ 45″ E / 42.256878542711°N,3.0291779108383°E                                               |                                                      |                           | Modifica les dades a Wikidata |